# Sheron Menezzes
Sheron Mancilha Menezes (Porto Alegre, 26 de noviembre de 1983) es una actriz brasileña .

## Biografía
La actriz debutó en TV Globo en la telenovela Esperança, en abril de 2002, con el aval del director Luiz Fernando Carvalho, quien quedó impresionado con su audición y sugirió al autor, Benedito Ruy Barbosa, cambiar la edad del personaje, Júlia, quien inicialmente era mayor, para que pudiera ser interpretado por la entonces recién llegada.
Sheron ganó entonces el papel de la dulce y altanera Júlia, hija bastarda del magnate del café, difunto marido de Francisca mano de hierro, personaje de Lúcia Veríssimo, que vivía en la finca como sirvienta de la familia. Júlia acaba casándose con un forastero, Zangão, interpretado por Jackson Antunes. Júlia fue bien recibida por el público y acabó ganándole a Sheron tres premios por su trabajo y una invitación del director Luiz Antonio Pilar para actuar en el teatro.
El 21 de agosto de 2003 debutó en el Teatro Glória como una de las protagonistas del drama Nunca Pensa Que Ia Ver Esse Dia, traducción de Iron, texto de la autora escocesa Rona Munro, dirigida por Luiz Antonio Pilar y supervisada por Antonio Abujamra. En la obra Sheron interpretó a Josie, una ejecutiva de éxito que busca con su madre, una prisionera, interpretada por Iléa Ferraz, los recuerdos de la infancia borrados de su memoria.
Actuó como presentadora en la serie Fábulas Modernas, producida por RBS TV, filial de la Rede Globo en Rio Grande do Sul, en ocho episodios entre junio y agosto de 2003. La serie fue un recuento de conocidas fábulas, con personajes reales, bajo la dirección de Gilberto Perin .
También durante la ejecución de la obra, Sheron audicionó para la telenovela Celebridade. Sheron fue citada para interpretar a Jaqueline (quien terminó siendo interpretada por Juliana Paes ), sin embargo, fue escogida por el autor Gilberto Braga para interpretar a Lara, la bella cocinera de la casa de María Clara Diniz (interpretada por Malu Mader), quien tuvo una aventura amorosa. con el villano Marcos (interpretado por Márcio García). Una de sus escenas más llamativas fue al final de la telenovela, cuando apareció llorando en el último capítulo luego de ser atacada por Laura durante el secuestro de la pequeña Nina.
En una de las pausas en las grabaciones de Celebridade, Sheron participó en la serie Cidade dos Homens. Sheron interpretó a Quirina, una joven proxeneta encargada de llevar chicas a unos hombres que controlaban un baile funk, en el episodio "Sábado", dirigido por el cineasta Fernando Meirelles . Aún durante la grabación de la telenovela Celebridade, Sheron debutó en el cine en la película O Homem que Copiava, de Jorge Furtado, donde participó como la "niña lista", novia del personaje de Lázaro Ramos .

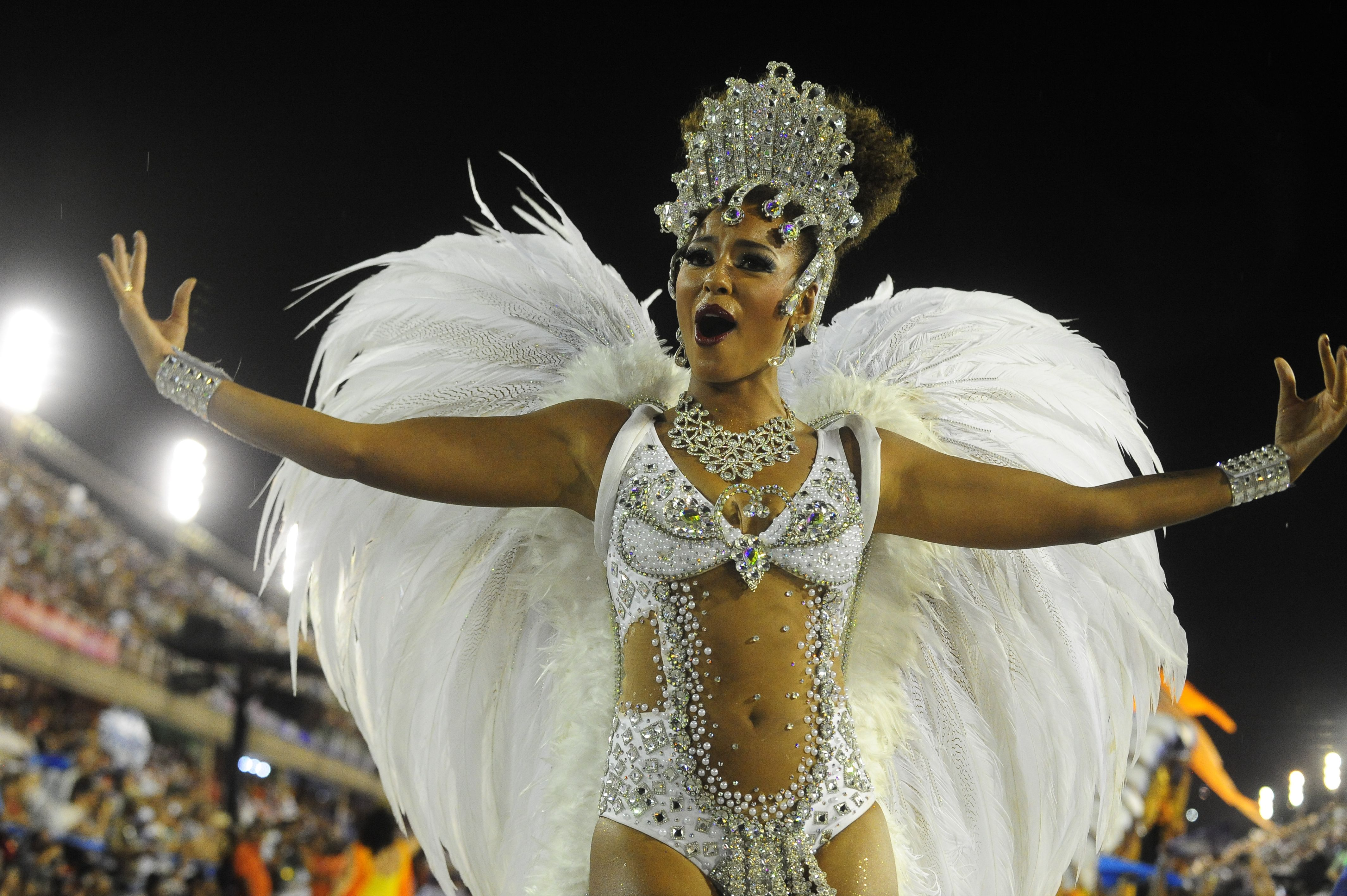
Menezzes desfilando por Portela en 2015.

Sheron también participó en el cortometraje São João do Carneirinho, dirigido por Tarcísio Lara Puiati, que forma parte del proyecto Curta Criança de TVE/MinC, exhibido en el programa de diciembre de 2004 en TVE y Rede Brasil. En el cortometraje, Sheron interpreta a la novia en la boda de los paletos y Marcos Breda interpreta a un trabuco, personajes típicos de las fiestas de junio, junto a los niños actores.
Al terminar las grabaciones de la telenovela Celebridade, Sheron partió rumbo a Nueva York para visitar a la familia de su novio. Mientras caminaba, Sheron recibió la noticia de que la estaban llamando a una audición para la telenovela de Walter Negrão y estaba muy triste porque no podía regresar a tiempo para la audición. Pero su tristeza sólo duró hasta que regresó a Brasil, cuando supo que el director Dennis Carvalho y el autor Walter Negrão le habían reservado el papel de la bella Rosário.
Sheron estuvo en el elenco de la telenovela Como uma Onda (2004-2005) como Rosário, novia de Floriano, el personaje de Cauã Reymond, que sueña con casarse virgen y para eso tiene que detener todo el tiempo los avances de su apasionado novio. En 2005, aún participó en la telenovela Belíssima, donde interpretaba a la sensual camarera Dagmar. Entre 2007 y 2008, Sheron interpretó, en la telenovela Duas Caras, a Solange Couto Ferreira dos Santos Maciel, hija del líder comunitario Juvenal Antena (interpretado por Antônio Fagundes ). Al principio, padre e hija tenían una relación complicada, debido a que Juvenal recién había descubierto la existencia de su hija después de 20 años. Sin embargo, las diferencias iniciales dieron paso a la alegría y el cariño mutuo entre ambos.
La actriz interpretó a la dulce e ingenua Milena, en la telenovela Caras & Bocas (2009-2010), a las 19 hs. En octubre de 2010, Sheron fue coronada reina de los tambores de Portela. En noviembre, anunció la adición de una letra "z" a su nombre, comenzando a firmar con Sheron Menezzes. En 2011, en el papel de Sarita, una joven íntegra y trabajadora, estuvo en la telenovela Quero Beijo, de Miguel Falabella. Entre 2012 y 2013 interpretó a la perversa Berenice en Lado a Lado, la primera villana de su carrera. Y también en 2012, la actriz protagonizó la película O Inventor de Sonhos, la primera película en la carrera de la actriz. En 2013 interpretó a la dulce Keila, una mujer rica y con buenas intenciones, que no sospecha de su marido criminal, en la telenovela Além do Horizonte.

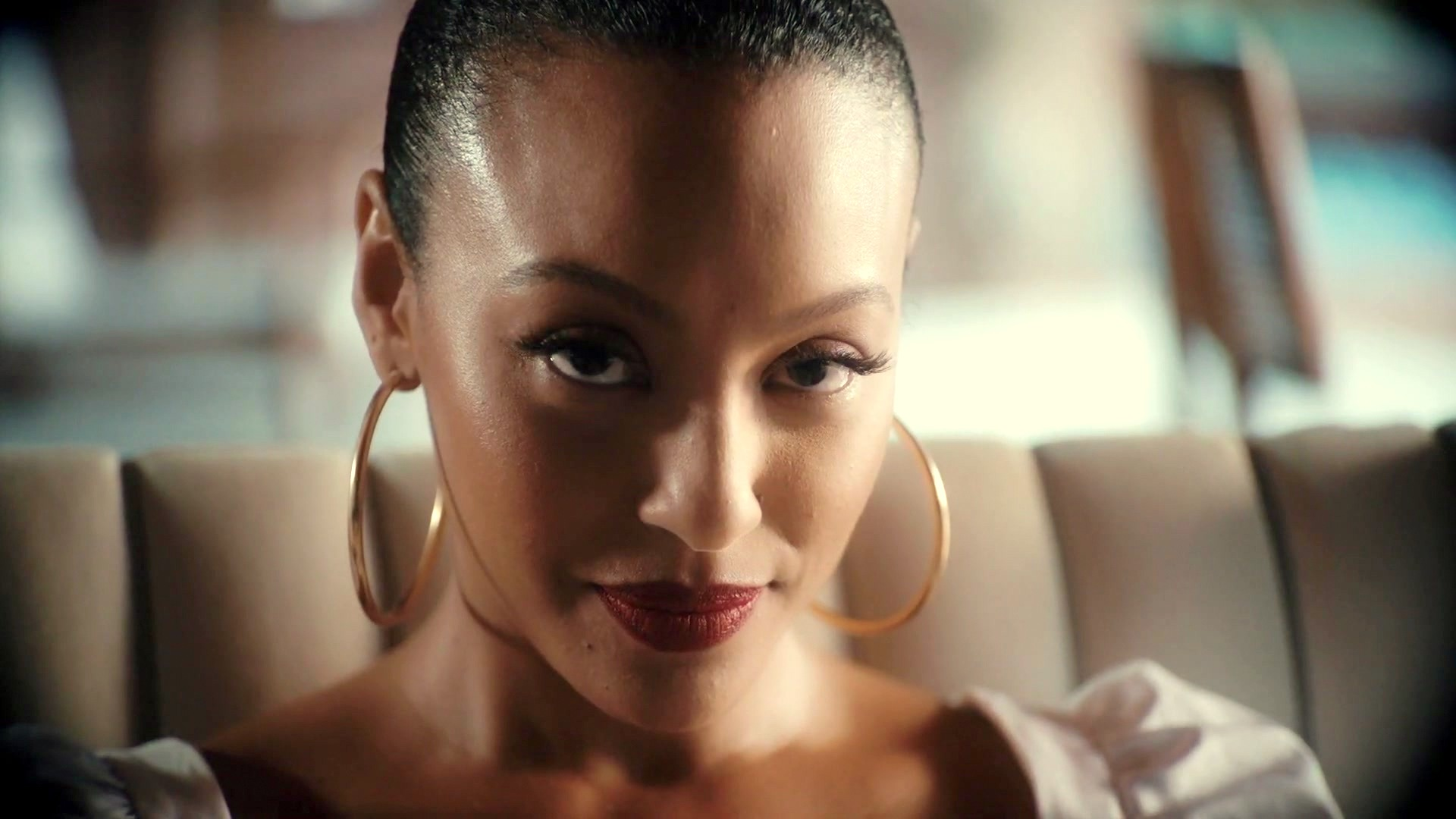
Menezzes en campaña publicitaria (2020)

En 2015, actuó en la telenovela Babilônia, donde interpretaba a Paula, una mujer de origen humilde, que se convierte en una abogada de éxito. En 2016, la actriz fue una de las invitadas a participar en el relevo de la antorcha olímpica en los Juegos Olímpicos de Río de Janeiro. En el mismo año, debutó en el horario de las 23 horas, actuando en la telenovela de época Liberdade, Liberdade, donde interpretaba a la noble Bertoleza, una ex esclava que se convierte en dama de la alta sociedad. En 2017 participó en la telenovela Novo Mundo, donde interpretaba a la extravagante Diara, una baronesa que en un principio parece cómica y jocosa, pero conforme avanza la trama se muestra una mujer guerrera y resistente, en términos del prejuicio de la época. En 2019 formó parte del elenco de la telenovela Bom Sucesso, donde interpreta a la villana Gisele, asistente de Nana ( Fabiula Nascimento ) en la editorial Prado Monteiro. Sigue enamorada del marido del jefe, el ambicioso Diogo (Armando Babaioff).
Sheron es parte de una familia de artistas, siendo la pionera. En el mismo año, protagonizó el cortometraje A Namoradeira, actuando junto a su hermano Drayson Menezzes, producido por su hermana Sol Menezzes, guion de su madre Veralinda Menezzes y dirigido por su cuñado Licinio Januario. En el segundo proyecto de la familia, el cortometraje Minha Outra Boca, Sheron puso la voz, con guion de su madre y dirección de su hermana.
En noviembre de 2020, Sheron Menezzes decidió no renovar su contrato y dejó TV Globo después de 18 años. Luego, la actriz se confirma en el elenco de la nueva producción nacional de Netflix, Maldivas, como una de las protagonistas de la serie junto a las actrices Bruna Marquezine, Manu Gavassi, Carol Castro y Natália Klein .
Luego de una carrera de 20 años en la televisión, Sheron se confirmó con su primer protagónico, en la telenovela de las 19:00 horas de TV Globo, titulada Vai na Fé. En la trama escrita por Rosane Swatman, encarna a la trabajadora y religiosa Solange (Sol). Es su segunda sociedad con Svartman, quien trabajó con ella en Bom Sucesso.
La actriz tiene ascendencia afrobrasileña, indígena y portuguesa .
Fue presentadora en la ceremonia de entrega del Premio Sim à Igualdade Racial 2023, junto a Paulo Vieira y Lucy Alves.

## Filmografía

### Televisión
| Año  | Título                             | Personaje                                       | Los grados                                                          |
| ---- | ---------------------------------- | ----------------------------------------------- | ------------------------------------------------------------------- |
| 2002 | Esperanza                          | julia de silve                                  |                                                                     |
| 2003 | fábulas modernas                   | presentador                                     |                                                                     |
| 2003 | ciudad de los hombres              | Quirino                                         | Episodio: "Sábado"                                                  |
| 2003 | Celebridad                         | Lara Oliveira                                   |                                                                     |
| 2004 | como una ola                       | Rosario Gonçalves                               |                                                                     |
| 2005 | Juntos somos más fuertes           | Clarisa                                         |                                                                     |
| 2005 | Maravilloso                        | Dagmar de Sousa Rodrigues                       |                                                                     |
| 2007 | Amazonas, de Gálvez a Chico Mendes | Verónica                                        |                                                                     |
| 2007 | el jornalero                       | lucilene                                        | Episodio: "Tu cabello no niega"                                     |
| 2007 | Dos caras                          | Solange Couto Ferreira                          |                                                                     |
| 2008 | Casos y posibilidades              | Julia / Rafaela Mendes                          | Episodio: "El teléfono celular" <br /> Episodio: "La cámara oculta" |
| 2009 | Caras y Bocas                      | Milena Nunes Conti                              |                                                                     |
| 2010 | baile famoso                       | Partícipe                                       | temporada 7                                                         |
| 2010 | tu eres tu                         | ella misma                                      | Episodio: "31 de agosto"                                            |
| 2011 | Ese beso                           | Sarita de Souza                                 |                                                                     |
| 2012 | Lado a lado                        | berenice                                        |                                                                     |
| 2013 | Más allá del horizonte             | Keila Machado de Lima                           |                                                                     |
| 2015 | Babilonia                          | Paula Barbosa de Souza                          |                                                                     |
| 2016 | libertad, libertad                 | Bertoleza Raposo Viegas                         |                                                                     |
| 2017 | Nuevo Mundo                        | Diara Matumba Schwarz, Baronesa de la Paciencia |                                                                     |
| 2019 | Buen éxito                         | Gisele Cavalcante                               |                                                                     |
| 2022 | Maldivas                           | Rayssa Velásquez                                |                                                                     |
| 2022 | Brasil hecho a sí mismo            | presentador                                     |                                                                     |
| 2023 | ve con fe                          | Solange Carvalho da Silva ( Sol )               |                                                                     |

### Cine

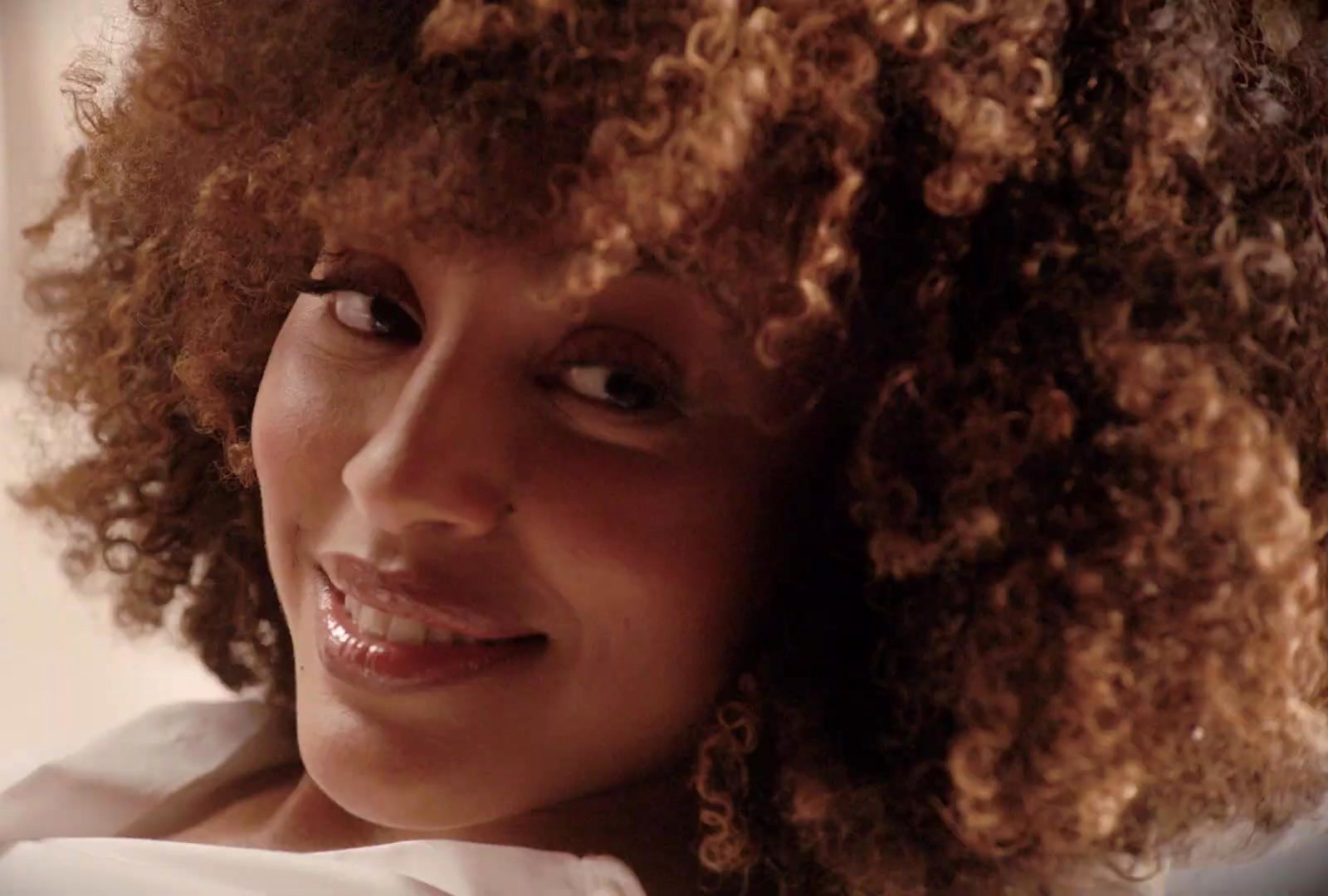
Menezzes en campaña publicitaria (2020)

| Año  | Título                      | Papel                 | Nota         |
| ---- | --------------------------- | --------------------- | ------------ |
| 2003 | El hombre que copió         | chica inteligente     |              |
| 2004 | São Joao do Carneirinho     | Novia                 | Cortometraje |
| 2009 | Seudo                       | Marla                 | Cortometraje |
| 2013 | El inventor de los sueños   | iainha                |              |
| 2019 | Bio - Construyendo una vida | Habitante de Encelado |              |
| 2020 | Coquetear                   | Nana                  | Cortometraje |
| 2021 | mi otra boca                | Intérprete (voz)      | Cortometraje |
| 2023 | Carga máxima                | reina                 |              |

### Videoclip
| Año  | Título               | Artista       |
| ---- | -------------------- | ------------- |
| 2011 | "Simbolo de corazon" | Ara Ketu      |
| 2020 | "situado"            | Ivete Sangalo |

### doblaje
| Año  | Título                | Papel          |
| ---- | --------------------- | -------------- |
| 2019 | mi nombre es libertad | Aminata Diallo |

## Discografía
| Año  | Canción                          | Álbum                             |
| ---- | -------------------------------- | --------------------------------- |
| 2022 | "Incendiaria" (con Samuel Melo ) | De la serie de Netflix "Maldivas" |
| 2022 | "Cobra Coral" (con Samuel Melo ) | De la serie de Netflix "Maldivas" |

## Teatro
| Año  | Título                           | Personaje |
| ---- | -------------------------------- | --------- |
| 2003 | Nunca pensé que vería este día   | Josefina  |
| 2010 | Acai y dedos                     | Alicia    |
| 2013 | Adán, Eva y algunos otros chicos | Víspera   |
| 2017 | Ivánov                           | ana       |

## Premios y nominaciones
| Año  | Otorgar                           | Categoría                               | Trabajar                   | Resultado |
| ---- | --------------------------------- | --------------------------------------- | -------------------------- | --------- |
| 2003 | Premio Maestro                    | Mejor actriz revelación                 | Esperanza \| Venezuela     |           |
| 2007 | Trofeo Raza Negra                 | Homenaje Especial                       | Dos caras \| Venezuela     |           |
| 2013 | ¡Premio contigo! televisión       | Mejor actriz de soporte                 | Lado a lado \|             |           |
| 2022 | ¡Premio contigo! de la televisión | Actriz de reparto en una novela o serie |                            |           |
| 2023 | Premio iBest                      | Protagonista influyente                 | ve con fe \| En proceso... |           |
| 2023 | Premios de la SEC                 | En proceso...                           | ve con fe \| En proceso... |           |